# Baule
Ne doit pas être confondu avec La Baule-Escoublac.
Baule est une commune française située dans le département du Loiret en région Centre-Val de Loire.
Ses habitants sont appelés les Baulois.
La commune est située dans le périmètre du Val de Loire inscrit au patrimoine mondial de l'UNESCO.

## Toponymie
Le nom de la commune, Baule, vient du latin boola, qui signifie terre inculte.

## Géographie

### Localisation

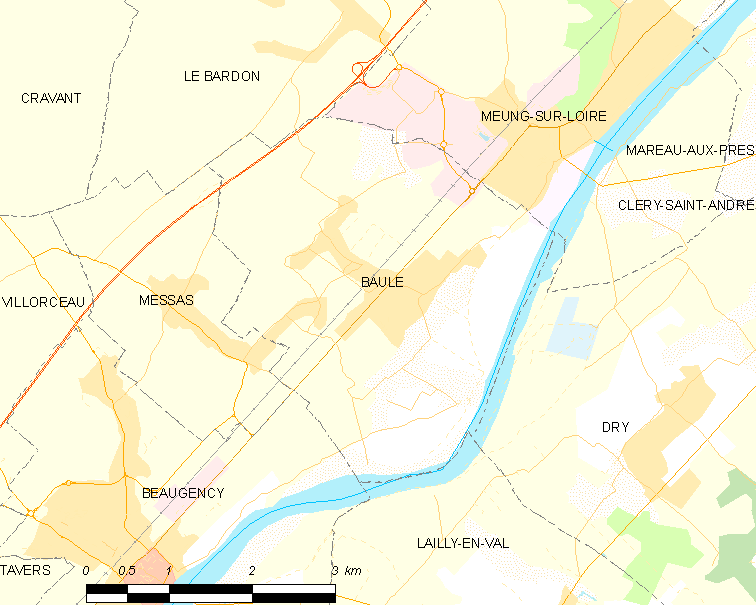
Carte de la commune de Baule et des communes limitrophes.

La commune de Baule se trouve dans le quadrant sud-ouest du département du Loiret, dans la région agricole du Val de Loire et l'aire urbaine d'Orléans.  À vol d'oiseau, elle se situe à 20,4 km  d'Orléans, préfecture du département et à 4,7 km de Beaugency, ancien chef-lieu du canton dont dépendait la commune avant mars 2015. La commune fait partie du bassin de vie de Meung-sur-Loire dont elle est éloignée de 2,5 km.
Les communes les plus proches sont : Meung-sur-Loire (2,5 km), Messas (2,8 km), Dry (3,5 km), Le Bardon (4 km), Lailly-en-Val (4,6 km), Beaugency (4,7 km), Villorceau (5,6 km), Cléry-Saint-André (6,3 km), Tavers (7,2 km) et Cravant (7,6 km).
L'annuaire départemental du Loiret datant du milieu du XIXe siècle présentait la commune de la manière suivante : « La commune de Baulle, la plus importante des communes rurales du canton, est à 5 km de Beaugency, 2 km de Meung-sur-Loire ; le chemin de fer d’Orléans-Tours et la route royale no 152 la traversent dans sa longueur. Les principaux hameaux qui la composent sont Baule proprement dit, Baulette, Lavau, les Ribaudières, Foisnard, la Bruère, l’Anglochère, les Groix, Villeneuve et les Vallées. »

### Géologie et relief

#### Géologie
La commune se situe dans le sud du Bassin parisien, le plus grand des trois bassins sédimentaires français. Cette vaste dépression, occupée dans le passé par des mers peu profondes et des lacs, a été comblée, au fur et à mesure que son socle s’affaissait, par des sables et des argiles, issus de l’érosion des reliefs alentour, ainsi que des calcaires d’origine biologique, formant ainsi une succession de couches géologiques.
Les couches affleurantes sur le territoire communal sont constituées de formations superficielles du Quaternaire et de roches sédimentaires datant du Cénozoïque, l'ère géologique la plus récente sur l'échelle des temps géologiques, débutant il y a 66 millions d'années. Les plus anciennes sont du calcaire de Pithiviers remontant à l’époque Miocène de la période Néogène. Les plus récentes sont des alluvions récentes des lits mineurs remontant à l’époque Holocène de la période Quaternaire. Le descriptif de ces couches est détaillé dans  la feuille « n°397 - Beaugency » de la carte géologique au 1/50 000ème du département du Loiret, et sa notice associée.

Carte géologique de la commune

|  | Fz : | alluvions récentes des lits mineurs, Holocène                     |
|  | FC : | alluvions et colluvions du fond des vallées secondaires, Holocène |

|  | qOE : | Limons et Loess, Quaternaire |

|  | m2MSO : | marnes et sables de l'Orléanais, Burdigalien |
|  | m1CPi : | calcaire de Pithiviers, Aquitanien           |

#### Relief
La superficie cadastrale de la commune publiée par l’Insee, qui sert de référence dans toutes les statistiques, est de 12,11 km2,. La superficie géographique, issue de la BD Topo, composante du Référentiel à grande échelle produit par l'IGN, est quant à elle de 11,91 km2. Son relief est relativement plat puisque la dénivelée maximale atteint 35 mètres. L'altitude du territoire varie entre 81 m et 116 m.

### Hydrographie

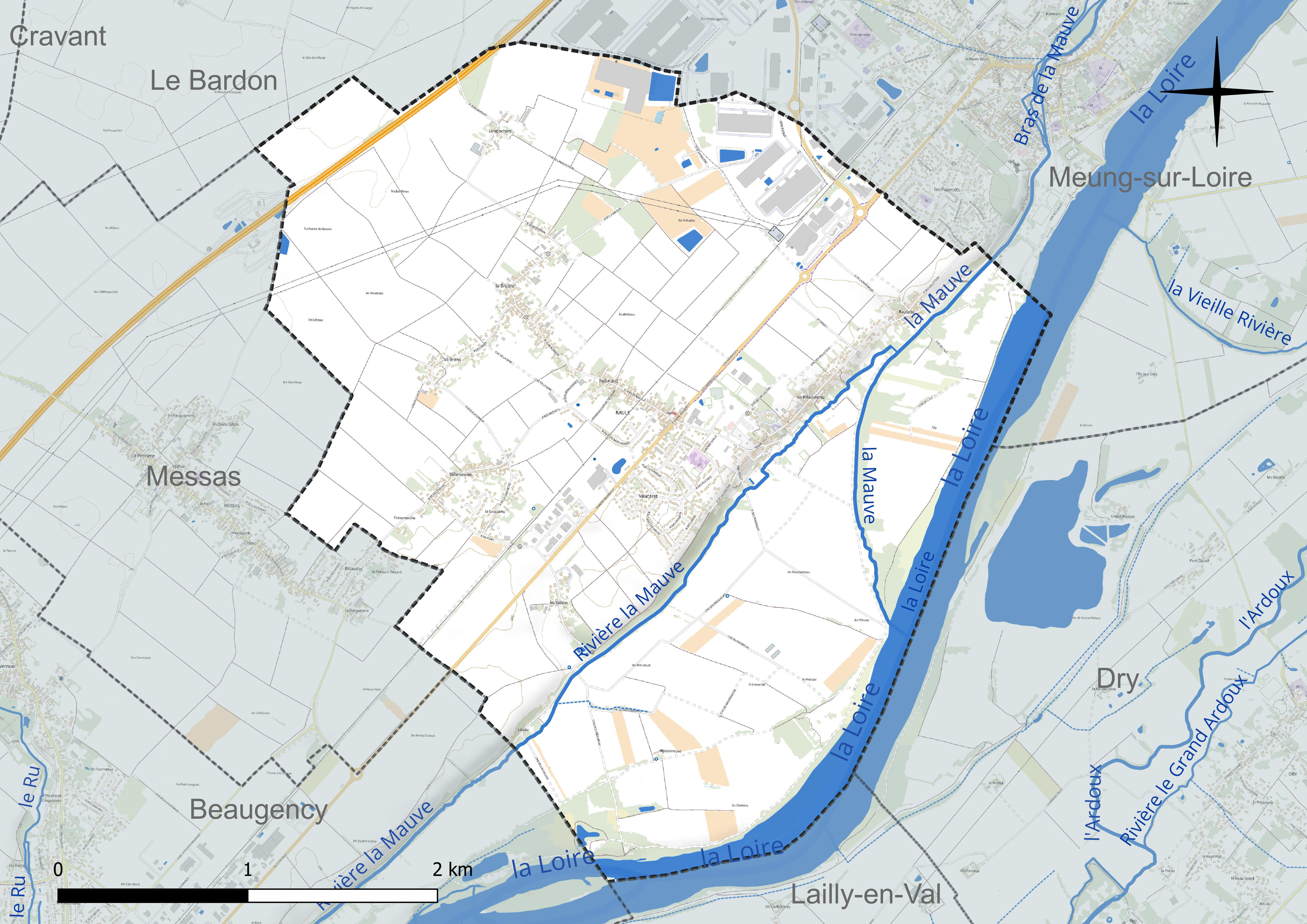
Réseau hydrographique de Baule.

La commune est longée sur son flanc est par la Loire (2,487 km), qui s'écoule d'est en ouest. 
Le réseau hydrographique communal, d'une longueur totale de 7,86 km, comprend un autre cours d'eau notable, la Mauve de la Détourbe (2,402 km), et divers petits cours d'eau
.
Le cours de la Loire s’insère dans une large vallée qu’elle a façonnée peu à peu depuis des milliers d’années. Elle traverse le sud du département du Loiret depuis Beaulieu-sur-Loire jusqu'à Beaugency, avec un cours large et lent. La Loire présente des fluctuations saisonnières de débit assez marquées. La station hydrométrique la plus proche située en amont de la commune et servant de référence en cas de crue est celle d'Orléans, au droit du pont Royal. Le débit mensuel moyen (calculé sur 55 ans pour cette station) varie de 96,80 m3/s au mois d'août  à 600 m3/s au mois de février. La Loire connaît toutefois en cas d'intempéries exceptionnelles des pics de débits très importants, le maximum ayant été atteint sur cette station le 8 décembre 2003 avec 3 130 m3/s. Le débit maximal de la Loire calculé pour les crues maximales de 1856 ou 1866 est de l'ordre de 7 000 m3/s,. La hauteur maximale a été atteinte le 2 juin 1856 avec 7,10 m.Son débit est régulé par des barrages amont (Naussac en amont sur l’Allier et Villerest). Ces barrages interviennent pour le soutien d’étiage (débit minimum de 
60 m3/s en étiage à Gien) et Villerest permet également d’écrêter les crues. La Loire est un cours d’eau domanial classé en deuxième catégorie piscicole. Les espèces biologiques dominantes sont essentiellement les poissons blancs (cyprinidés) et des carnassiers (brochet, sandre et perche). Depuis les années 1990 ce type de rivières est également peuplé de silures.
La Mauve de la Détourbe, d'une longueur totale de 17,6 km, prend sa source dans la commune de Baccon et se jette  dans la Loire à Baule, en coulant du nord au sud et après avoir traversé 4 communes.
Ce cours d'eau est classé dans la liste 1 au titre de l'article L. 214-17 du code de l'environnement sur le Bassin Loire-Bretagne. Ce classement est réservé aux  des cours d'eau qui sont en très bon état écologique, ou identifiés par les SDAGE des eaux comme jouant le rôle de réservoir biologique nécessaire au maintien ou à l'atteinte du bon état écologique des cours d'eau d'un bassin versant, ou dans lesquels une protection complète des poissons migrateurs est nécessaire. Aucune autorisation ou concession ne peut être accordée pour la construction de nouveaux ouvrages s'ils constituent un obstacle à la continuité écologique et le renouvellement de la concession ou de l'autorisation des ouvrages existants est subordonné à des prescriptions permettant de maintenir le très bon état écologique des eaux. Sur le plan piscicole, la Mauve de la Détourbe est classée en deuxième catégorie piscicole. Les espèces biologiques dominantes sont essentiellement les poissons blancs (cyprinidés) et des carnassiers (brochet, sandre et perche). Depuis les années 1990 ce type de rivières est également peuplé de silures.

### Climat
Pour des articles plus généraux, voir Climat du Centre-Val de Loire et Climat du Loiret.
En 2010, le climat de la commune est de type climat océanique dégradé des plaines du Centre et du Nord, selon une étude du CNRS s'appuyant sur une série de données couvrant la période 1971-2000. En 2020, Météo-France publie une typologie des climats de la France métropolitaine dans laquelle la commune est exposée à un climat océanique altéré et est dans la région climatique Moyenne vallée de la Loire, caractérisée par une bonne insolation (1 850 h/an) et un été peu pluvieux.
Pour la période 1971-2000, la température annuelle moyenne est de 11 °C, avec une amplitude thermique annuelle de 15,2 °C. Le cumul annuel moyen de précipitations est de 667 mm, avec 11 jours de précipitations en janvier et 7,1 jours en juillet. Pour la période 1991-2020, la température moyenne annuelle observée sur la station météorologique de Météo-France la plus proche, sur la commune de Ligny-le-Ribault à 16 km à vol d'oiseau, est de 11,6 °C et le cumul annuel moyen de précipitations est de 741,2 mm,. Pour l'avenir, les paramètres climatiques de la commune estimés pour 2050 selon différents scénarios d'émission de gaz à effet de serre sont consultables sur un site dédié publié par Météo-France en novembre 2022.

### Milieux naturels et biodiversité

#### Sites Natura 2000
Le réseau Natura 2000 est un réseau écologique européen de sites naturels d’intérêt écologique élaboré à partir des Directives «Habitats » et «Oiseaux ». Ce réseau est constitué de Zones Spéciales de Conservation (ZSC) et de Zones de Protection Spéciale (ZPS). Dans les zones de ce réseau, les États Membres s'engagent à maintenir dans un état de conservation favorable les types d'habitats et d'espèces concernés, par le biais de mesures réglementaires, administratives ou contractuelles. L'objectif est de promouvoir une gestion adaptée des habitats tout en tenant compte des exigences économiques, sociales et culturelles, ainsi que des particularités régionales et locales de chaque État Membre. les activités humaines ne sont pas interdites, dès lors que celles-ci ne remettent pas en cause significativement l’état de conservation favorable des habitats et des espèces concernés,.
Les sites Natura 2000 présents sur le territoire communal de Baule sont au nombre de deux.

##### Sites d'importance communautaire (Directive "Habitats")
| Numéro    | Type | Nom                                                 | Arrêté                   | Localisation              |
| --------- | ---- | --------------------------------------------------- | ------------------------ | ------------------------- |
| FR2400528 | SIC  | Vallée de la Loire de Tavers à Belleville-sur-Loire | Arrêté du 13 avril 2007. | Frange sud de la commune. |

Le site de la « Vallée de la Loire de Tavers à Belleville-sur-Loire », d'une superficie de 7 120 ha, concerne 51 communes. La délimitation de ce site Natura 2000 est très proche de celle correspondant à la Directive Oiseaux. L'intérêt majeur du site repose sur les milieux ligériens liés à la dynamique du fleuve, qui hébergent de nombreuses espèces citées en annexe II de la directive Habitats.

##### Zones de protection spéciale (Directive "Oiseaux")
| Numéro    | Type | Nom                          | Arrêté                | Localisation              |
| --------- | ---- | ---------------------------- | --------------------- | ------------------------- |
| FR2410017 | ZPS  | Vallée de la Loire du Loiret | Arrêté du 4 mai 2007. | Frange sud de la commune. |

Le site de la « Vallée de la Loire du Loiret » s'étend sur 7 684 ha et concerne la vallée de la Loire dans le Loiret. Cette ZPS se poursuit en amont et en aval sur les départements voisins. L'intérêt majeur du site repose sur les milieux et les espèces ligériens liés à la dynamique du fleuve. Ces milieux hébergent de nombreuses espèces citées en annexe I de la directive Oiseaux. Le site est caractérisé par la présence de colonies nicheuses de sternes naine et pierregarin et de mouette mélanocéphale. Des sites de pêche du Balbuzard pêcheur sont également présents. Le site est également lieu de reproduction du bihoreau gris, de l'aigrette garzette, de la bondrée apivore, du milan noir, de l'œdicnème criard, du martin-pêcheur, du pic noir, de la pie-grièche écorcheur.

Sélection de représentants de l'avifaune de la zone Natura 2000 « Vallée de la Loire du Loiret ».
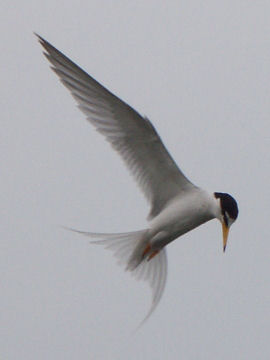
Sterne naine
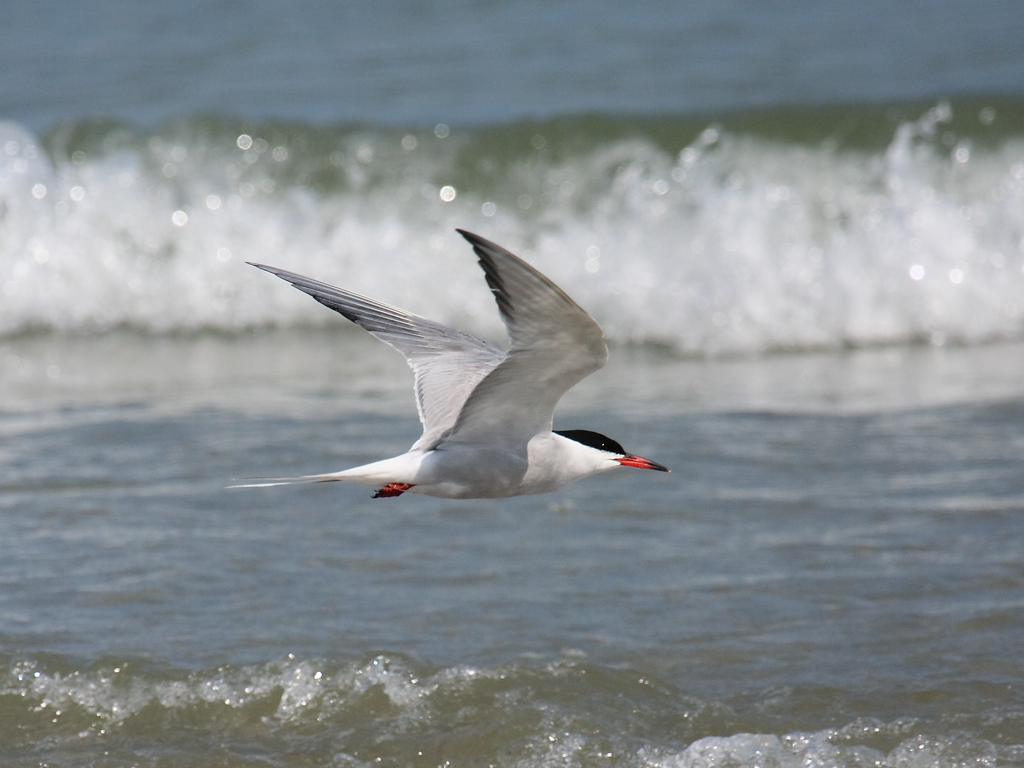
Sterne pierregarin
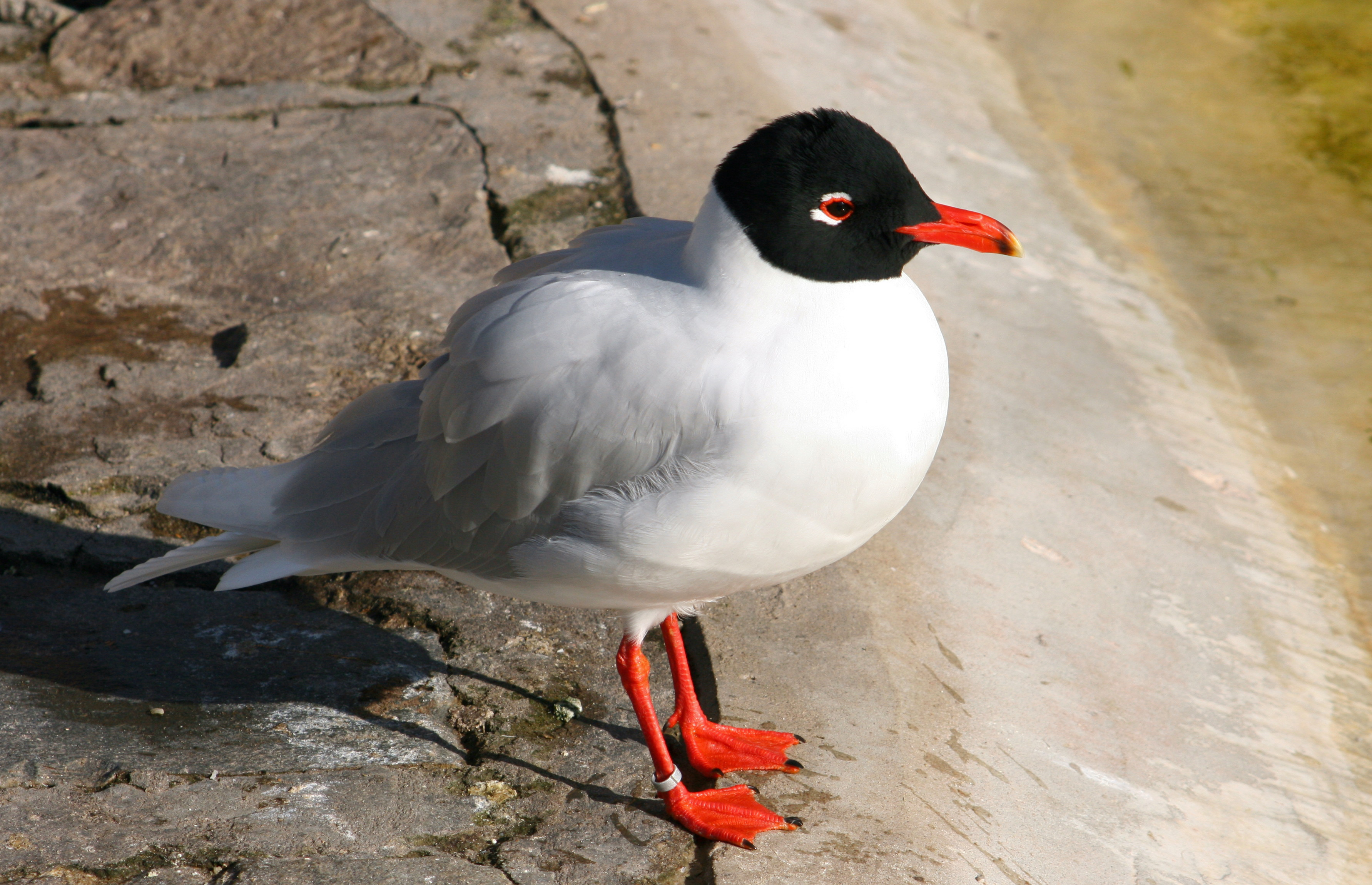
Mouette mélanocéphale
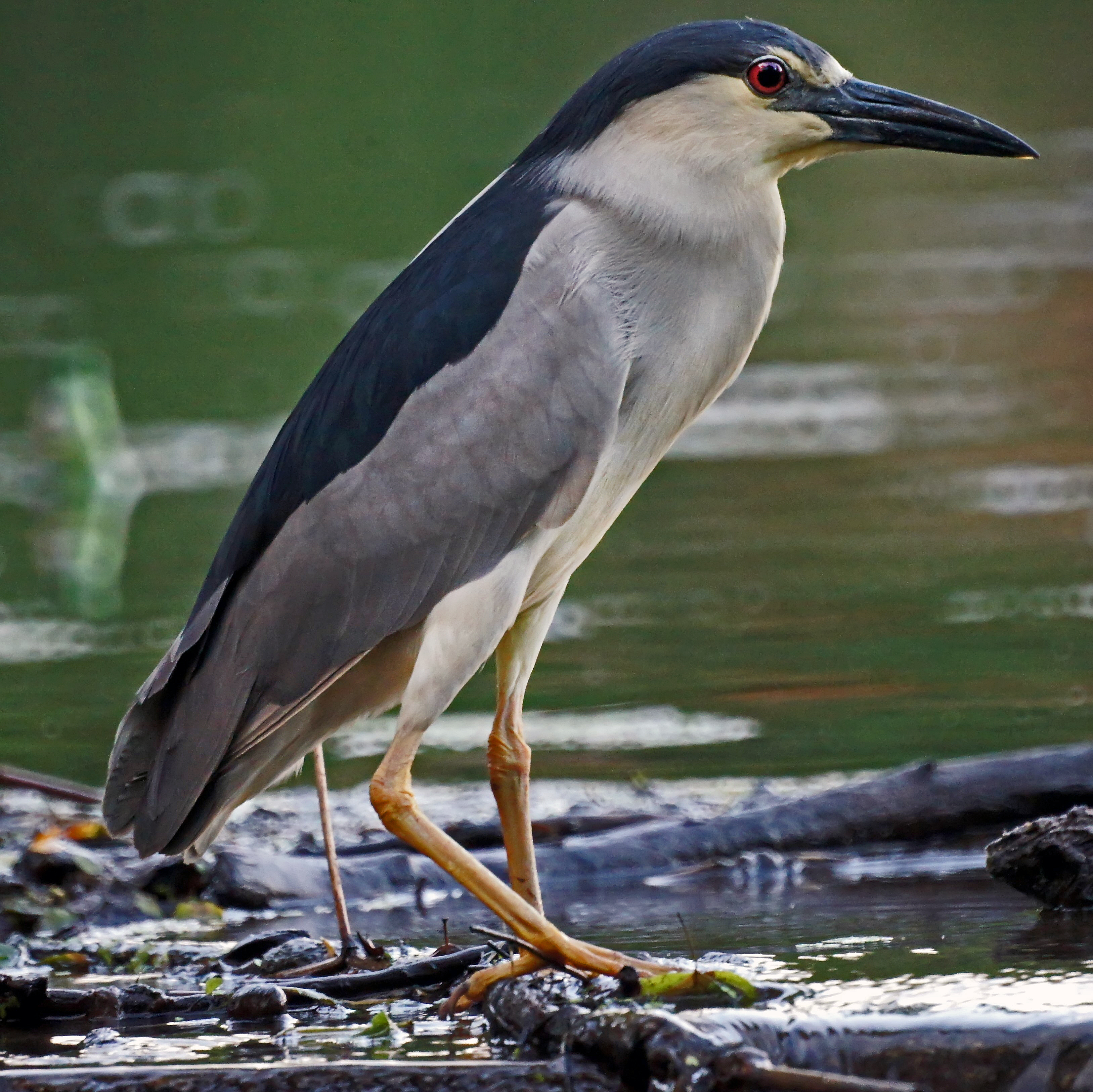
Bihoreau gris
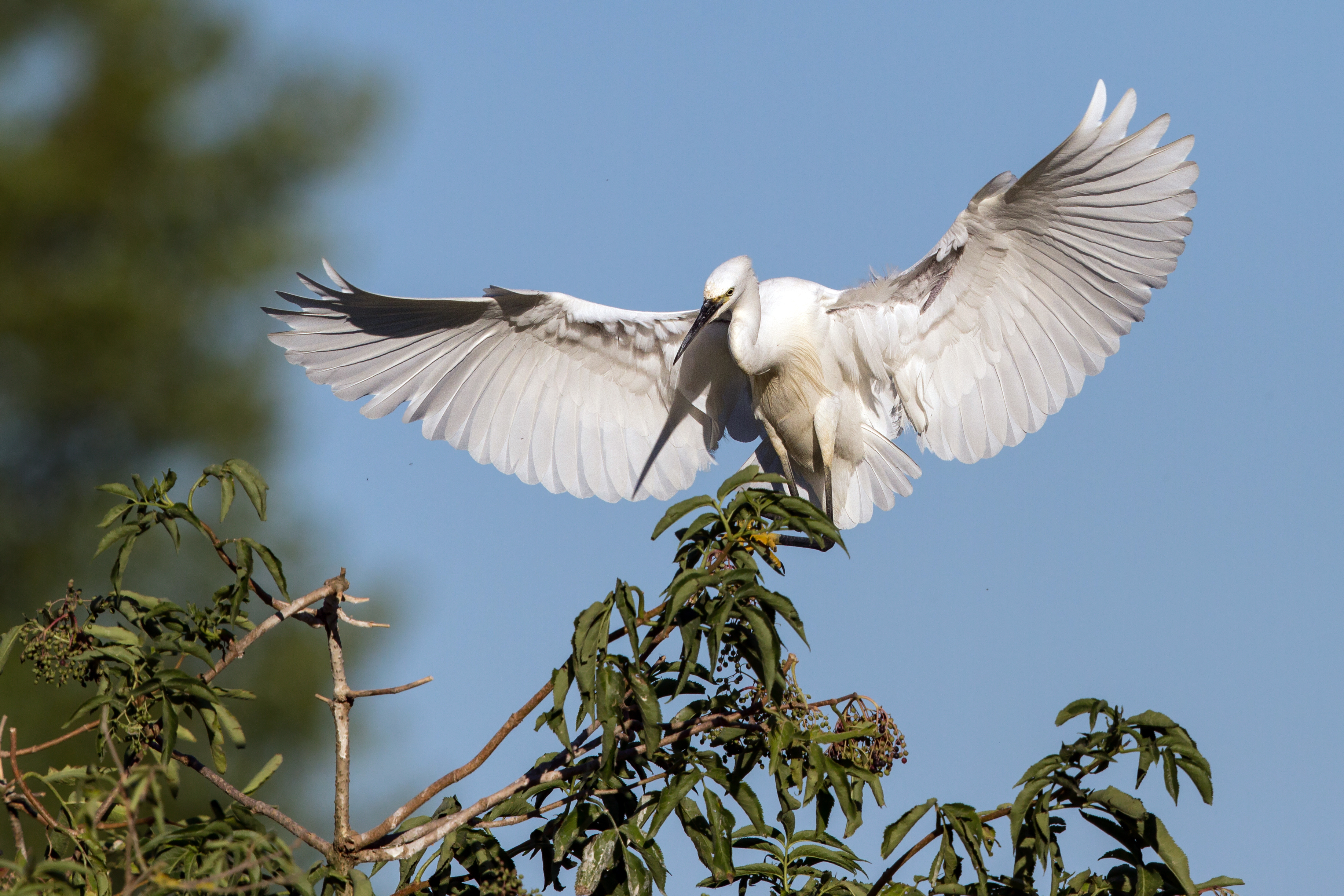
Aigrette garzette
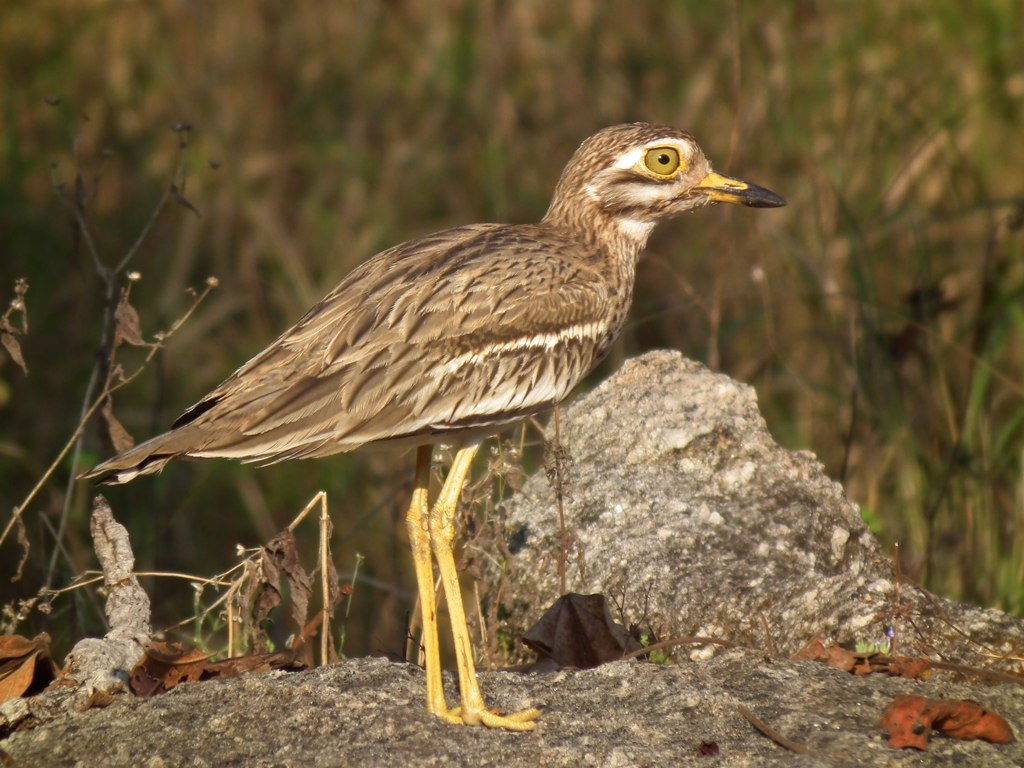
Œdicnème criard
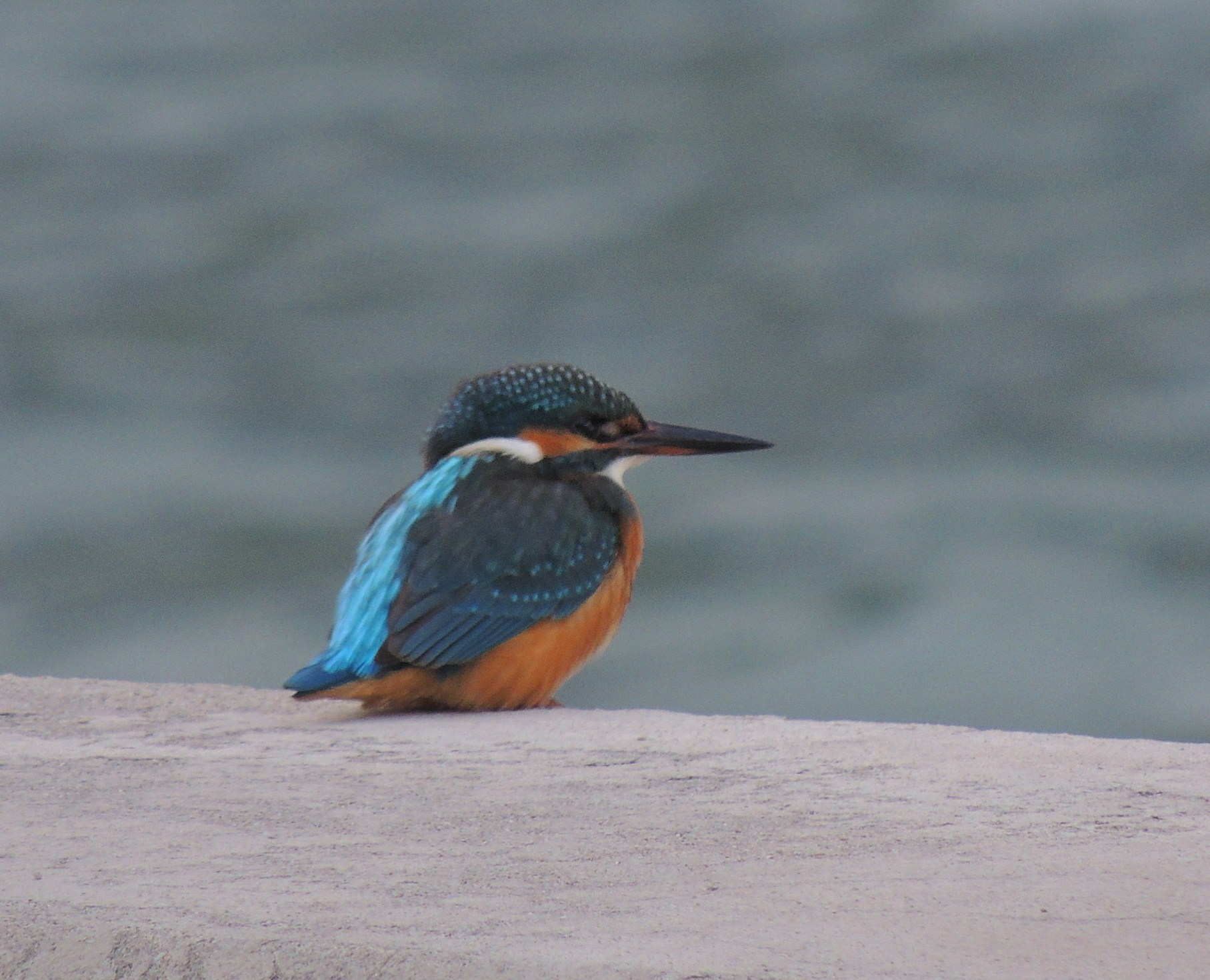
Martin-pêcheur d'Europe

#### Zones nationales d'intérêt écologique, faunistique et floristique
L’inventaire des zones naturelles d'intérêt écologique, faunistique et floristique (ZNIEFF) a pour objectif de réaliser une couverture des zones les plus intéressantes sur le plan écologique, essentiellement dans la perspective d’améliorer la connaissance du patrimoine naturel national et de fournir aux différents décideurs un outil d’aide à la prise en compte de l’environnement dans l’aménagement du territoire. Le territoire communal de Baule comprend une ZNIEFF : « la Loire orléanaise », une Znieff de type 2 de 35 hectares, s'étend sur 37 communes, dont Ouzouer-sur-Loire, et se superpose pour la commune à la zone Natura 2000 de nom similaire. Elle correspond à la boucle septentrionale du fleuve. Son altitude varie entre 80 et 135 m. Elle se caractérise par un lit mineur largement occupé par des îles et grèves sableuses. Ces milieux soumis au marnage annuel recèlent de multiples habitats plus ou moins temporaires. C'est  pratiquement  la  seule  section  qui  présente  des  méandres.  On  observe, sur  les  basses  terrasses, quelques  formations sablo-calcaires.

## Histoire
Au XIIe siècle, la baronnie de Baule dépendait du comté de Beaugency.
Ancienne activité viticole.

## Urbanisme

### Typologie
Au 1er janvier 2024, Baule est catégorisée petite ville, selon la nouvelle grille communale de densité à sept niveaux définie par l'Insee en 2022.
Elle appartient à l'unité urbaine de Meung-sur-Loire, une agglomération intra-départementale regroupant trois  communes, dont elle est une commune de la banlieue,,. Par ailleurs la commune fait partie de l'aire d'attraction d'Orléans, dont elle est une commune de la couronne,. Cette aire, qui regroupe 136 communes, est catégorisée dans les aires de 200 000 à moins de 700 000 habitants,.

### Occupation des sols

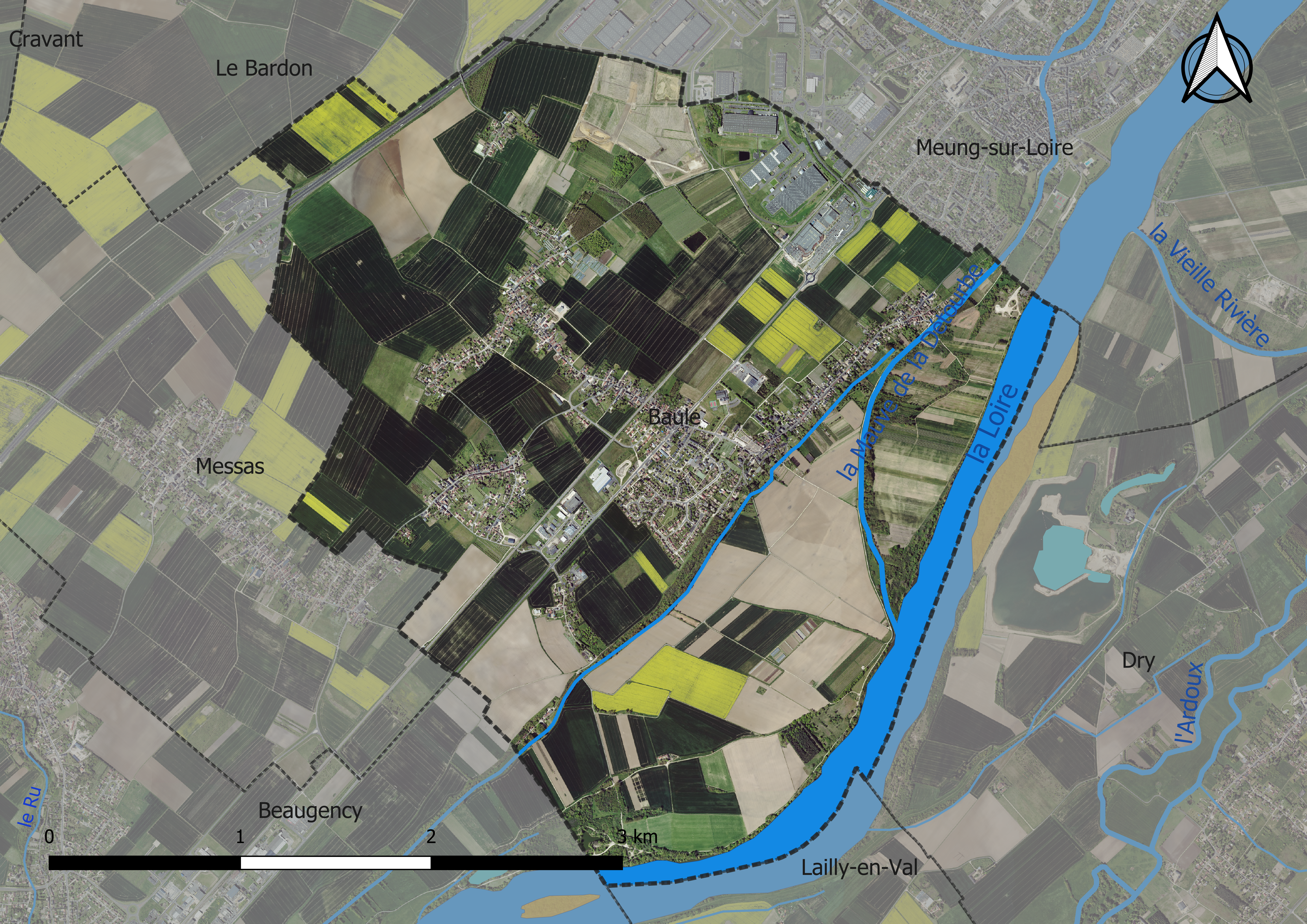
Carte orthophotogrammétrique de la commune.

### Planification

#### Plan local d'urbanisme
Le conseil municipal prescrit l'élaboration d'un plan local d'urbanisme le 2 mai 2006, en application de la loi relative à la solidarité et au renouvellement urbains, dite loi SRU et afin de remplacer le plan d'occupation des sols qui avait été approuvé en 1983 puis révisé en 1995. Après l'enquête publique qui s'est déroulée du 1er juin au 1er juillet 2010, le document est approuvé le 16 septembre 2010.  Une demande de modification est ensuite instruite et approuvée en juillet 2007,.

#### Documents d'orientations intercommunaux
La commune est membre du Pays Loire Beauce, qui regroupe 38 communes. En 2012 les Pays Forêt d'Orléans Val de Loire, Loire Beauce et Sologne Val-sud sont les seuls territoires du département du Loiret ne disposant pas de schéma de cohérence territoriale (SCoT). Compte tenu  de l'intérêt de cet outil pour l'avenir des territoires, les élus de ces pays décident d'engager une démarche commune d'élaboration de SCOT. Le comité syndical du Pays Loire Beauce se prononce majoritairement en janvier 2013 pour prendre la compétence  « Elaboration, gestion et suivi du Schéma de Cohérence Territoriale » dans ses statuts. Le périmètre de SCoT à l'échelle des 38 communes composant le Pays Loire Beauce est arrêté par le Comité Syndical le 26 juin 2013. Les trois SCoT sont lancés officiellement et simultanément à La Ferté-Saint-Aubin le 21 juin 2014, l'assistance à maîtrise d'ouvrage étant confiée à un seul bureau d'études. Après étude et concertation de 2014 à 2017, le document doit être approuvé en 2018.

### Voies de communication et transports

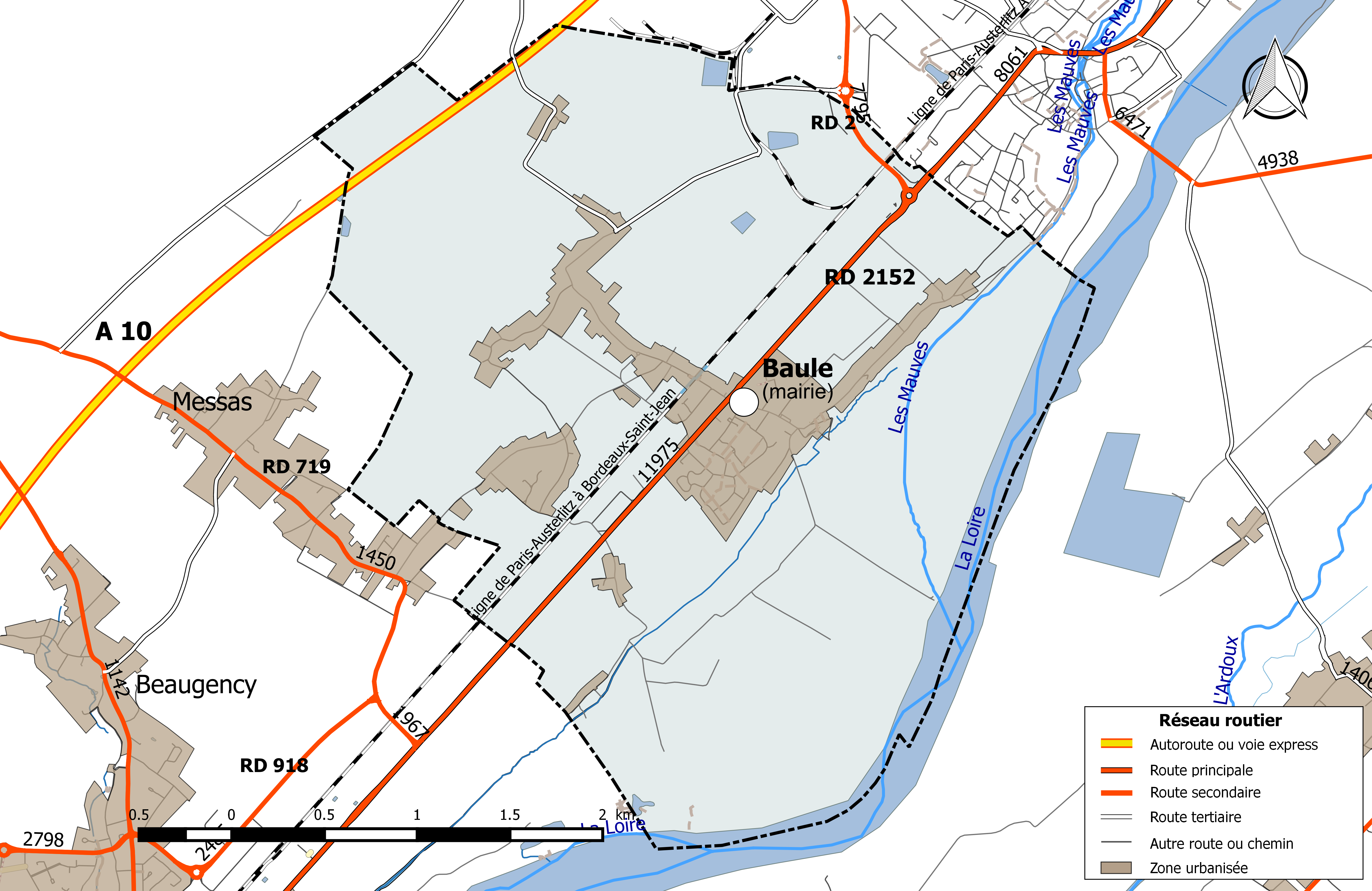
Réseau routier principal de la commune de Baule (avec indication du trafic routier 2014).

#### Infrastructures routières
La commune est traversée par l'autoroute A10 et deux routes départementales supportant un trafic important : la RD 2152 et la RD 2.
L'autoroute A10, dite « L'Aquitaine », relie Paris à Bordeaux (au niveau de sa rocade) via Orléans, Tours, Poitiers et Niort.  Elle traverse la commune dans sa partie nord, mais n'a aucun échange avec son territoire (la voie communale qui relie le hameau de Langlochère à celui du Buisson franchit l'autoroute par un passage supérieur). L'accès le plus proche à cette autoroute est le diffuseur de Meung-sur-Loire, situé à 3 km et constituant la sortie no 15.
La RD 2152 est une route à grande circulation. Il s'agit de l'ancienne RN 152 qui reliait Briare à Angers par la rive droite de la Loire lors de sa création en 1824, et qui succédait à la Route impériale 172. En 2005, elle est déclassée dans sa totalité et transférée au département du Loiret par arrêté préfectoral du 22 décembre 2005, consécutivement au décret du 5 décembre 2005 qui définit la nouvelle consistance du réseau routier national et qui prévoit de maintenir dans le réseau routier national que la partie la plus méridionale de la route, entre le débouché de l'A66 et l'Espagne. Cet axe traverse la commune du nord-est au sud-ouest et supporte en 2014 un trafic de 11 975 véhicules/jour au sud de l'agglomération, en direction de Blois, et de 8 061 au nord. Le trafic poids-lourds journalier supporté est de 580 véhicules (8,6 % du trafic total) au sud du bourg et de 766 (6,4 %) au nord.
La RD 2 qui relie Baule à Épieds-en-Beauce supporte un trafic de 7 795 véhicules/jour dans la traversée de la commune,

#### Transports en commun routiers
En 2016, Baule est desservie par la ligne régulière 9 du réseau d'autocars interurbains Ulys qui relie Beaugency - Meung-sur-Loire - Saint-Ay - Chaingy - Orléans. Cette ligne  propose un nombre de dessertes variable en fonction des jours ouvrables de la semaine. Des correspondances SNCF sont assurées à la gare d'Orléans et TAO et Transbeauce à la Gare routière d'Orléans. À compter du 1er janvier 2017, la compétence des services de transports routiers interurbains, réguliers et à la demande est transférée des départements aux régions, et donc localement du département du Loiret à la région Centre-Val de Loire, consécutivement à la loi NOTRe du 7 août 2015. Dans ce cadre, le Réseau de mobilité interurbaine « Rémi » remplace chacun des réseaux de transports interurbains départementaux et en particulier le réseau Ulys dans le Loiret et  entre en service à compter de la rentrée scolaire du 4 septembre 2017.

#### Infrastructures ferroviaires
La commune est traversée par la ligne de Paris-Austerlitz à Bordeaux-Saint-Jean, l'une des grandes lignes de chemin de fer radiales françaises partant de Paris en direction du Sud-Ouest du pays. La gare de Baule est desservie par des trains TER Centre-Val de Loire circulant entre Blois ou Tours et Orléans.

### Risques majeurs

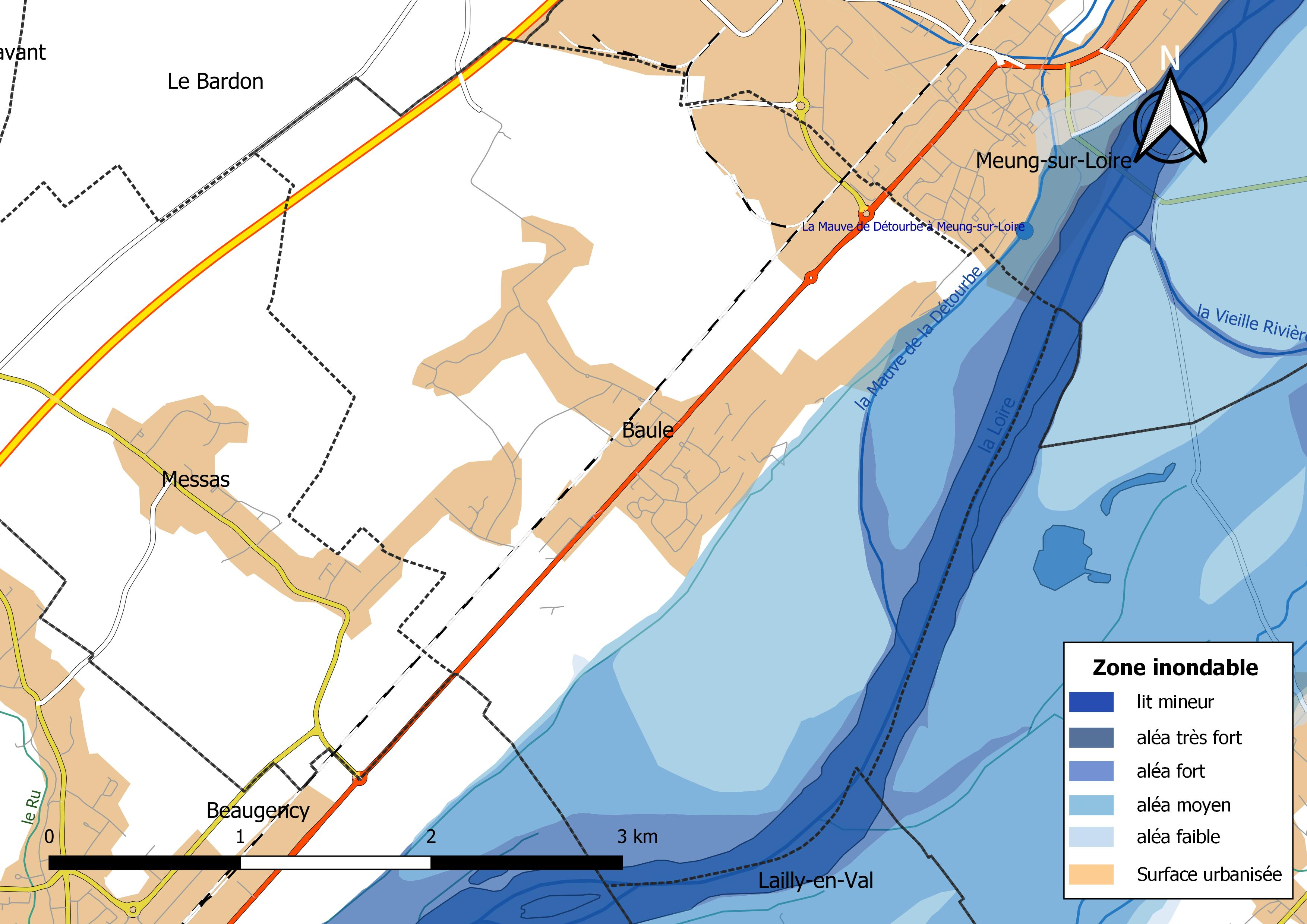
Zone inondable de la commune de Baule.

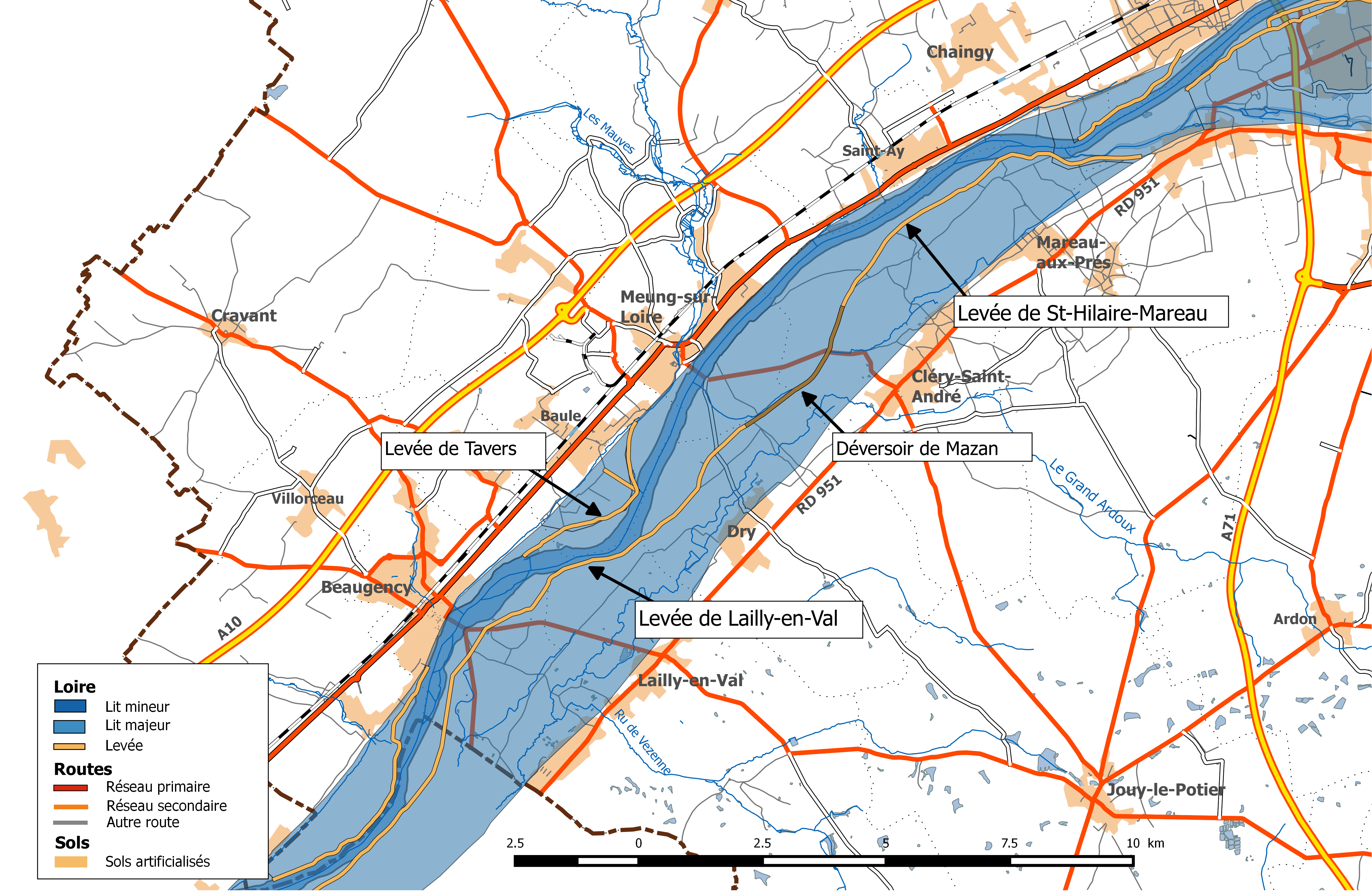
Système d'endiguement du val d'Ardoux.

La commune de Baule est vulnérable à différents aléas naturels : inondations (par débordement de la Loire), climatiques (hiver exceptionnel ou canicule), mouvements de terrains ou sismique (sismicité très faible). Elle est également exposée à deux risques technologiques : le risque nucléaire et le risque de transport de matières dangereuses. 
Entre 1989 et 2019, sept arrêtés ministériels ayant porté reconnaissance de catastrophe naturelle ont été pris pour le territoire de la commune  : deux  pour des inondations et coulées de boues et cinq pour des mouvements de terrains.

#### Risques naturels
La zone inondable de la commune fait partie du val d'Ardoux. Une faible partie de la commune se situe en zone inondable. Le bourg de Baule s'est installé le long de la route départementale reliant Meung s/ Loire à Beaugency. Il est situé comme les autres bourgs de la vallée sur le coteau mais, à cet endroit, celui-ci n’est pas contre le lit de la Loire mais est à environ 100 m de la rive. Dans cette petite portion de plaine alluviale, entre coteau et lit mineur, coule un affluent de la Loire, la Mauve. La zone inondable est limitée par le coteau à l'ouest, le village est donc hors d’eau à l'exception d’une partie de “ la Baulette ” qui se situe en zone d’aléa fort. Les biens situés en zone inondable sont quelques maisons d’habitation et résidences secondaires (en zone d’aléa moyen) et un hangar en aléa fort. Le risque d'inondation est pris en compte dans l'aménagement du territoire de la commune par le biais du Plan de prévention du risque inondation (PPRI) du val d'Ardoux, approuvé le 20 janvier 2015.
Le territoire de la commune peut également être concerné par un risque d'effondrement de cavités souterraines non connues. Une cartographie départementale de l'inventaire des cavités souterraines et des désordres de surface a été réalisée. Il a été recensé sur la commune plusieurs effondrements de cavités.
Par ailleurs, le sol du territoire communal peut faire l'objet de mouvements de terrain liés à la sècheresse. Le phénomène de retrait-gonflement des argiles est la conséquence d'un changement d'humidité des sols argileux. Les argiles sont capables de fixer l'eau disponible mais aussi de la perdre en se rétractant en cas de sècheresse. Ce phénomène peut provoquer des dégâts très importants sur les constructions (fissures, déformations des ouvertures) pouvant rendre inhabitables certains locaux. Celui-ci a particulièrement affecté le Loiret après la canicule de l'été 2003. Une grande partie du territoire de la commune est exposée à un aléa « moyen » face à ce risque, selon l'échelle définie par le Bureau de recherches géologiques et minières (BRGM).
Depuis le 22 octobre 2010, la France dispose d’un nouveau zonage sismique divisant le territoire national en cinq zones de sismicité croissante. La commune, à l’instar de l’ensemble du département,  est concernée par un risque très faible.

#### Risques technologiques
Dans le domaine des risques technologiques, une partie du territoire de la commune peut être concernée par le risque nucléaire. En cas d’accident grave, certaines installations nucléaires sont en effet susceptibles de rejeter dans l’atmosphère de l’iode radioactif. Or la commune se situe en totalité à l'intérieur du périmètre de 20 km du Plan particulier d'intervention de la centrale nucléaire de Saint-Laurent-des-Eaux. À ce titre les habitants de la commune, comme tous ceux résidant dans le périmètre proche de 20 km de la centrale ont bénéficié, à titre préventif, d'une distribution de comprimés d’iode stable dont l’ingestion avant rejet radioactif permet de pallier les effets sur la thyroïde d’une exposition à de l’iode radioactif. En cas d'incident ou d'accident nucléaire, des consignes de confinement ou d'évacuation peuvent être données et les habitants peuvent être amenés à ingérer, sur ordre du préfet, les comprimés en leur possession.
La commune est exposée au risque de transport de matières dangereuses, en raison du passage sur son territoire d'un gazoduc et d'un oléoduc exploité par la société Trapil, d'une ligne de transport ferroviaire et d'itinéraires routiers structurants supportant un fort trafic (la route départementale D2152),.

## Politique et administration

### Découpage territorial

#### Bloc communal: Commune et intercommunalités
La paroisse de Baule acquiert le statut de municipalité avec le  décret du 12 novembre 1789 de l'Assemblée Nationale puis celui de « commune », au sens de l'administration territoriale actuelle, par le décret de la Convention nationale du 10 brumaire an II (31 octobre 1793). Elle apparait sous le toponyme de Bault-et-Villeneuve dans l'arrêté de 1801. Il faut attendre la loi du 5 avril 1884 sur l'organisation municipale pour qu'un régime juridique uniforme soit défini pour toutes les communes de France, point de départ de l’affirmation progressive des communes face au pouvoir central. Aucun événement de restructuration majeure du territoire, de type suppression, cession ou réception de territoire, n'a affecté la commune depuis sa création.
La commune est membre de la communauté de communes du canton de Beaugency depuis sa création le 15 décembre 2008. Depuis le 1er janvier 2017, la commune est membre de la communauté de communes des Terres du Val de Loire.

#### Circonscriptions de rattachement
Sous l'Ancien Régime, à la veille des États généraux de 1789, la paroisse de Baule était rattachée sur le plan ecclésiastique à l'archidiaconé de Beaugency, sur le plan judiciaire au bailliage royal de Beaugency, sur le plan militaire au gouvernement d'Orléans et sur le plan administratif à la généralité d'Orléans.
La loi du 22 décembre 1789 divise le pays en 83 départements découpés chacun en six à neuf districts eux-mêmes découpés en cantons regroupant des communes. Les districts, tout comme les départements, sont le siège d’une administration d’État et constituent à ce titre des circonscriptions administratives. La commune de Baule est alors incluse dans le canton de Baule, le district de Beaugency et le département du Loiret.
La recherche d’un équilibre entre la volonté d’organiser une administration dont les cadres permettent l’exécution et le contrôle des lois d’une part, et la volonté d’accorder une certaine autonomie aux collectivités de base (paroisses, bourgs, villes) d’autre part, s’étale de 1789 à 1838. Les découpages territoriaux évoluent ensuite au gré des réformes visant à décentraliser ou recentraliser l'action de l'État. La régionalisation fonctionnelle des services de l'État (1945-1971) aboutit à la création de régions. L'acte I de la décentralisation de 1982-1983 constitue une étape importante en donnant l'autonomie aux collectivités territoriales, régions, départements et communes. L'acte II intervient en 2003-2006, puis l'acte III en 2012-2015.
Le tableau suivant présente les rattachements, au niveau infra-départemental, de la commune de Baule aux différentes circonscriptions administratives et électorales ainsi que l'historique de l'évolution de leurs territoires.
| Circonscription             | Nom                 | Période   | Type                         | Évolution du découpage territorial |
| --------------------------- | ------------------- | --------- | ---------------------------- | --- |
| District                    | Beaugency           | 1790-1795 | Administrative               | La commune est rattachée au district de Beaugency de 1790 à 1795,. La Constitution du 5 fructidor an III, appliquée à partir de vendémiaire an IV (1795) supprime les districts, rouages administratifs liés à la Terreur, mais maintient les cantons qui acquièrent dès lors plus d'importance. |
| Canton                      | Baule               | 1790-1801 | Administrative et électorale | Le 10 février 1790, la municipalité de Baule est rattachée au canton de Baule. Les cantons acquièrent une fonction administrative avec la disparition des districts en 1795. |
| Canton                      | Beaugency           | 1801-2015 | Administrative et électorale | Sous le Consulat, un redécoupage territorial visant à réduire le nombre de justices de paix ramène le nombre de cantons dans le Loiret de 59 à 31. Baule est alors rattachée par arrêté du 9 vendémiaire an X (30 septembre 1801) au canton de Beaugency,. |
| Canton                      | Beaugency           | 2015-     | Électorale                   | La loi du 17 mai 2013 et ses décrets d'application publiés en février et mars 2014 introduisent un nouveau découpage territorial pour les élections départementales. La commune est alors rattachée au nouveau canton de Beaugency. Depuis cette réforme, plus aucun service de l'État n'exerce sa compétence sur un territoire s'appuyant sur le nouveau découpage cantonal. Le canton a disparu en tant que circonscription administrative de l'État ; il est désormais uniquement une circonscription électorale destinée à l'élection d'un binôme de conseillers départementaux siégeant au conseil départemental. |
| Arrondissement              | Orléans             | 1801-     | Administrative               | Baule est rattachée à l'arrondissement d'Orléans depuis sa création en 1801,. |
| Circonscription législative | 1re circonscription | 2010-     | Électorale                   | Lors du découpage législatif de 1986, le nombre de circonscriptions législatives passe dans le Loiret de 4 à 5. Un nouveau redécoupage intervient en 2010 avec la loi du 23 février 2010. En attribuant un siège de député « par tranche » de 125 000 habitants, le nombre de circonscriptions par département varie désormais de 1 à 21,. Dans le Loiret, le nombre de circonscriptions passe de cinq à six. La réforme n'affecte pas Baule qui reste rattachée à la première circonscription. |

#### Collectivités de rattachement
La commune de Baule est rattachée au département du Loiret et à la région Centre-Val de Loire, à la fois circonscriptions administratives de l'État et collectivités territoriales.

### Politique et administration municipales

#### Conseil municipal et maire
Depuis les élections municipales de 2014, le conseil municipal  de Baule, commune de plus de 1 000 habitants, est élu au scrutin proportionnel de liste à deux tours (sans aucune modification possible de la liste),  pour un mandat de six ans renouvelable. Il est composé de 19 membres. L'exécutif communal, est constitué par le maire, élu par le conseil municipal, parmi ses membres, pour un mandat de six ans, c'est-à-dire pour la durée du mandat du conseil.

### Liste des maires
| Période                                  | Période  | Identité         | Étiquette | Qualité                |
| ---------------------------------------- | -------- | ---------------- | --------- | ---------------------- |
| 1989                                     | 2005     | Gérard Dumard    | PS        | Cadre                  |
| 2005                                     | 2014     | Michel Ollivier  | SE        | Dessinateur industriel |
| mars 2014                                | En cours | Patrick Echegut, |           | Ancien chercheur       |
| Les données manquantes sont à compléter. |          |                  |           |                        |

## Équipements et services

### Environnement

#### Gestion des déchets
Au 31 décembre 2016, la commune est membre du syndicat mixte intercommunal pour le ramassage et le traitement des ordures ménagères (SMIRTOM) de la région de Beaugency, créé en 1971. Celui-ci assure la collecte et le traitement des ordures ménagères résiduelles en porte à porte, des emballages ménagers recyclables en porte à porte ou en points d’apport volontaire, du verre en points d’apport volontaire et des papiers en points d’apport volontaire
. Un réseau de sept déchèteries accueille les encombrants et autres déchets spécifiques (déchets verts, déchets dangereux, gravats, ferraille, cartons…). La déchèterie la plus proche de la commune est localisée à Meung-sur-Loire. L'élimination et la valorisation énergétique des déchets est effectuée dans l'UIOM de Saran depuis 1996, exploitée par la société Orvade, filiale du groupe Véolia, par délégation de service de la communauté urbaine Orléans Métropole.
La loi NOTRe du 7 août 2015 rend obligatoire l’exercice de la compétence « gestion des déchets ménagers » pour les communautés de communes à partir du 1er janvier 2017, qui ne fait donc désormais plus partie des compétences de la commune mais de celle de la communauté de communes des Terres du Val de Loire. Dans ce cadre, le préfet du Loiret indique dans un courrier du 28 décembre 2016 aux présidents des communautés de communes concernées que le SMIRTOM de la région de Beaugency sera dissout le 30 juin 2017.

#### Production et distribution d'eau
Le service public d’eau potable est une compétence obligatoire des communes depuis l’adoption de la loi du 30 décembre 2006 sur l’eau et les milieux aquatiques. Au 31 décembre 2016, la production et la distribution de l'eau potable sur le territoire communal sont assurées par le syndicat intercommunal d'alimentation en eau potable et d'Assainissement de Baule - Messas, un syndicat créé en 1946,,.
La loi NOTRe du 7 août 2015 prévoit que le transfert des compétences « eau et assainissement » vers les communautés de communes sera obligatoire à compter du 1er janvier 2020. Le transfert d’une compétence entraîne  de  facto la mise à disposition gratuite de plein droit des biens, équipements et services publics utilisés, à la date du transfert, pour l'exercice de ces compétences et la substitution de la communauté dans les droits et obligations des communes,.

#### Assainissement
La compétence assainissement, qui recouvre obligatoirement la collecte, le transport et l’épuration des eaux usées, l’élimination des boues produites, ainsi que le contrôle des raccordements aux réseaux publics de collecte, est assurée   par le Syndicat Intercommunal d'Alimentation en Eau Potable et d'Assainissement de Baule - Messas,,.
La commune est raccordée à une station d'épuration dénommée « Baule-Messas », mise en service le 1er septembre 1993 et dont la capacité nominale de traitement est de 3 333 EH, soit 530 m3/jour. Cet équipement utilise un procédé d'épuration biologique dit « à boues activées ». Son exploitation est assurée en 2017 par VEOLIA EAU - OLIVET,.
L’assainissement non collectif (ANC) désigne les installations individuelles de traitement des eaux domestiques qui ne sont pas desservies par un réseau public de collecte des eaux usées et qui doivent en conséquence traiter elles-mêmes leurs eaux usées avant de les rejeter dans le milieu naturel. Depuis le 1er janvier 2017, la Communauté de communes des Terres du Val de Loire assure le service public d'assainissement non collectif (SPANC), après la fusion des communautés de communes  du Val des Mauves, du Canton de Beaugency, du Val d'Ardoux et de la Beauce oratorienne située dans le Loir-et-Cher qui l'assuraient auparavant. Celui-ci a pour mission de vérifier la bonne exécution des travaux de réalisation et de réhabilitation, ainsi que le bon fonctionnement et l’entretien des installations,.

## Population et société

### Démographie
L'évolution du nombre d'habitants est connue à travers les recensements de la population effectués dans la commune depuis 1793. Pour les communes de moins de 10 000 habitants, une enquête de recensement portant sur toute la population est réalisée tous les cinq ans, les populations de référence des années intermédiaires étant quant à elles estimées par interpolation ou extrapolation. Pour la commune, le premier recensement exhaustif entrant dans le cadre du nouveau dispositif a été réalisé en 2006.
En 2022, la commune comptait 2 005 habitants, en évolution de −3,88 % par rapport à 2016 (Loiret : +1,89 %, France hors Mayotte : +2,11 %).
| 1793  | 1800  | 1806  | 1821  | 1831  | 1836  | 1841  | 1846  | 1851  |
| ----- | ----- | ----- | ----- | ----- | ----- | ----- | ----- | ----- |
| 1 625 | 2 010 | 1 975 | 2 109 | 2 095 | 2 090 | 2 010 | 2 021 | 1 950 |

| 1856  | 1861  | 1866  | 1872  | 1876  | 1881  | 1886  | 1891  | 1896  |
| ----- | ----- | ----- | ----- | ----- | ----- | ----- | ----- | ----- |
| 1 915 | 1 868 | 1 827 | 1 624 | 1 534 | 1 545 | 1 592 | 1 515 | 1 362 |

| 1901  | 1906  | 1911  | 1921 | 1926 | 1931 | 1936 | 1946 | 1954 |
| ----- | ----- | ----- | ---- | ---- | ---- | ---- | ---- | ---- |
| 1 272 | 1 240 | 1 182 | 987  | 962  | 895  | 854  | 935  | 937  |

| 1962 | 1968  | 1975  | 1982  | 1990  | 1999  | 2006  | 2011  | 2016  |
| ---- | ----- | ----- | ----- | ----- | ----- | ----- | ----- | ----- |
| 952  | 1 004 | 1 096 | 1 288 | 1 457 | 1 657 | 1 926 | 2 051 | 2 086 |

| 2021  | 2022  | - | - | - | - | - | - | - |
| ----- | ----- | - | - | - | - | - | - | - |
| 2 025 | 2 005 | - | - | - | - | - | - | - |

### Enseignement
Baule se situe dans l'Académie d'Orléans-Tours (Zone B) et dans la circonscription de Saint Pryvé Saint Mesmin.
L'école maternelle Les Plesses et l'école élémentaire Les Plesses accueillent les élèves de la commune.

## Culture locale et patrimoine
Un circuit permet d'explorer et de comprendre l'histoire locale.

### Lieux et monuments
- L'église Saint-Aignan est édifiée en 1866 : conçue en style néogothique par l'architecte Benjamin Ricard, elle est construite à l'emplacement de l'ancienne église, détruite par un incendie en 1861.

Elle est notamment ornée de deux vitraux réalisés en 1929 et 1932 par les ateliers Lorin de Chartres, alors dirigés par Charles Lorin : la fuite en Égypte et le Christ apparaissant à sainte Claire et à saint François. Elle contient également un petit orgue de tribune qui a été démonté et dont certaines pièces ont été laissées sur place.
Elle a été bombardée lors de la Seconde Guerre mondiale, le 17 juin 1940 ;
- Le presbytère du XIXe siècle[128] ;
- L'ancien presbytère datant de 1624[129] ;
- Le château des XVIIIe et XIXe siècles transformé en bâtiment administratif pour l'institut médico-éducatif[130] ;
- La ferme de Langlochère[131] ;
- Une ferme de maître vigneron[132] et de vignerons[133] ;
- La mairie-école de garçons datant du XIXe siècle et transformée en mairie[134] ;
- Les maisons du XVIe[135] et du  XIXe siècle[136] ;
- La maison de maître des XVIe, XVIIe et XVIIIe siècles[137] ;
- La maison de notable dite château de l'Avocat, du  XIXe siècle[138] ;
- Le pont de l'avocat datant de 1858 et réalisé par les entrepreneurs Désiré Sylvestre et Louis Petit. Le pont est constitué d'une arche cintrée[139] ;
- L'ancienne école primaire de filles datant de 1861 et transformée en école de musique[140] ;
- La commune est située dans la zone de protection spéciale vallée de la Loire du Loiret du réseau Natura 2000[141] ;
- La gare de Baule.

### Personnalités liées à la commune
- Robert Bothereau (1901-1985), né à Baule, était un résistant et syndicaliste français, fondateur du syndicat Force ouvrière.
- Émile Pasty (1878-1944), curé du village de 1920 à 1944 : pendant la Première Guerre mondiale, il fut infirmier et aumonier des armées ; et pendant la Seconde Guerre mondiale, il anima un groupe de résistance, appelé « groupe 55 A », rattaché au réseau Prosper-PHYSICIAN du SOE britannique.

## Pour approfondir

#### Ouvrages
- Louis Marie Prudhomme, Dictionnaire géographique et méthodique de la République française en 120 départements, volume 1, Paris, Louis Marie Prudhomme, 1798, 673 p. (lire en ligne).
- Camille Bloch, Cahiers de doléances du bailliage d'Orléans pour les États généraux de 1789 - tome 1, Orléans, Ministère de l'Instruction publique, 1906 (lire en ligne)
- Camille Bloch, Cahiers de doléances du bailliage d'Orléans pour les États généraux de 1789 - tome 2, Orléans, Ministère de l'Instruction publique, 1907 (lire en ligne)
- Collectif, Loiret : un département à l'élégance naturelle, Paris, Christine Bonneton, 2 septembre 1998, 319 p. (ISBN 978-2-86253-234-9)
- Abbé Patron, Département du Loiret : Dictionnaire des communes, Paris, Comédit, 1991, réédition de 1870, 511 p. (ISBN 978-2-909112-01-5 et 2-909112-01-2)
- Claude Motte, Isabelle Séguy & Christine Théré, avec la collaboration de Dominique Tixier-Basse, Communes d’hier, communes d’aujourd’hui : Les communes de la France métropolitaine, 1801-2001. Dictionnaire d’histoire administrative, Paris, Institut National d’Études Démographiques,, 2003, 408 p. (ISBN 978-2-7332-1028-4, présentation en ligne)
- Hélène Honegger-Grouard : Une histoire d'enfance - 1935-1950 -  (ISBN 978-2-8399-2015-5)

#### Rapports
- Plan de prévention des risques d'inondations dans le Val d'Ardoux : Rapport de présentation, 20 janvier 2015 (lire en ligne) - Règlement - Carte du zonage réglementaire de Baule.
- Rapport 2015 sur le prix et la qualité du service public d'assainissement (lire en ligne)
- Les services publics d'eau et d'assainissement (lire en ligne)